# Île aux Lièvres (rivière Richelieu)
Pour les articles homonymes, voir Île aux Lièvres.
L’île aux Lièvres est une île fluviale de la rivière Richelieu. Elle appartient au territoire de la municipalité de Carignan, dans la municipalité régionale de comté du La Vallée-du-Richelieu, dans la région administrative de la Montérégie, dans le sud de la province de Québec, au Canada.
Cette île comporte le parc municipal de la Pointe nord de l'Île aux Lièvres, le parc de la Seigneurie et le parc des Chenaux.

## Géographie

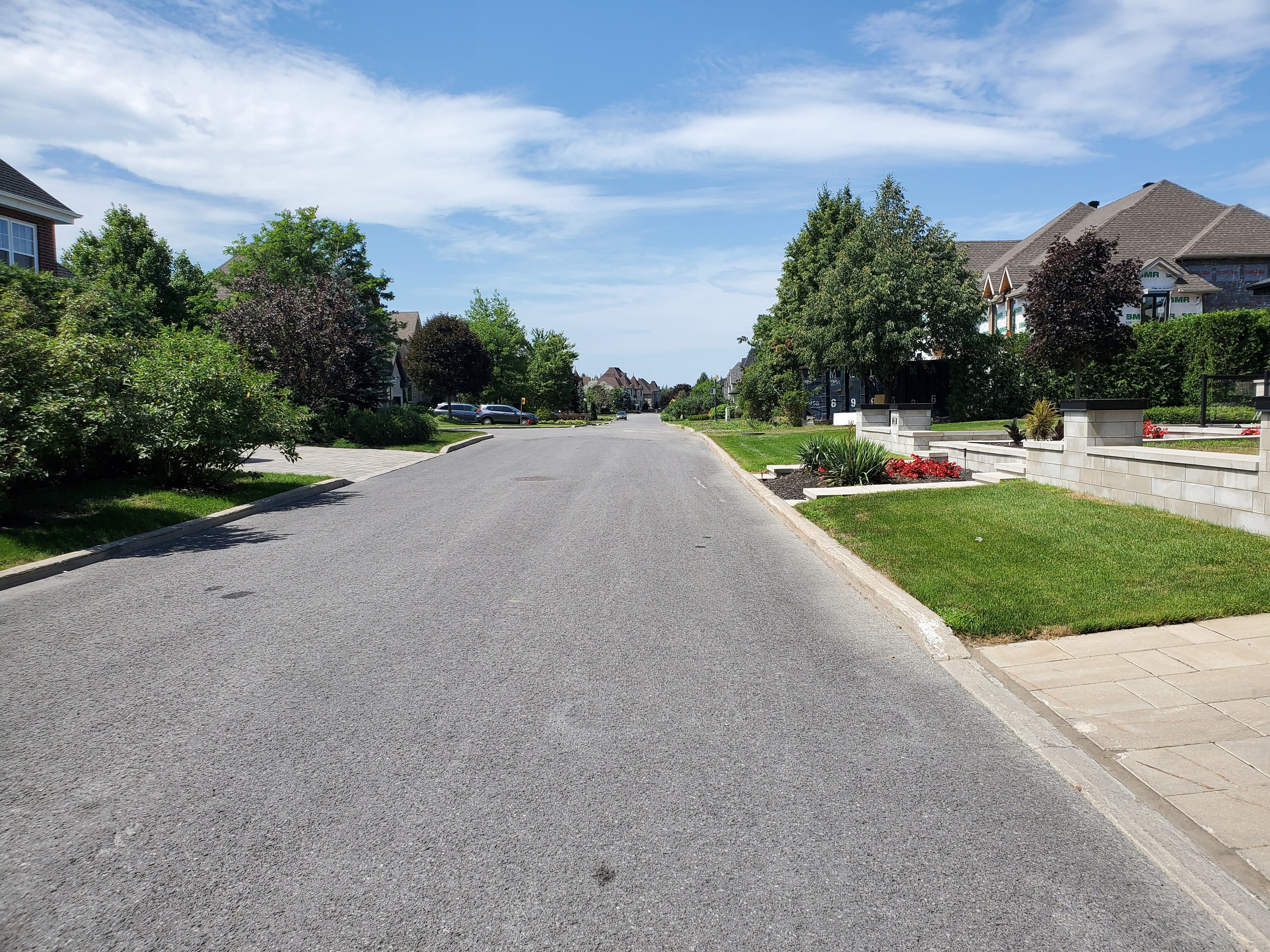
Rue Olivier-Morel à l'Île aux Lièvres, Carignan (QC).

L'île aux Lièvres est délimitée par la rive est de la rivière l'Acadie; le chenal au nord-est la séparant avec l'île Goyer; le chenal à l'est la séparant avec l'île au Foin et l'Île Demers (lesquelles sont situées sur la rive ouest du bassin de Chambly); et un petit chenal la séparant avec une pointe de terre de la ville de Chambly où un terrain de golf est aménagé. Cette île s'avère la deuxième en superficie parmi les quatre îles séparant le bassin de Chambly et la rivière l'Acadie. Les autres îles sont l'Île Goyer, l'Île Demers et l'Île au Foin. Un pont piétonnier relie l'Île Goyer et l'Île aux Lièvres.

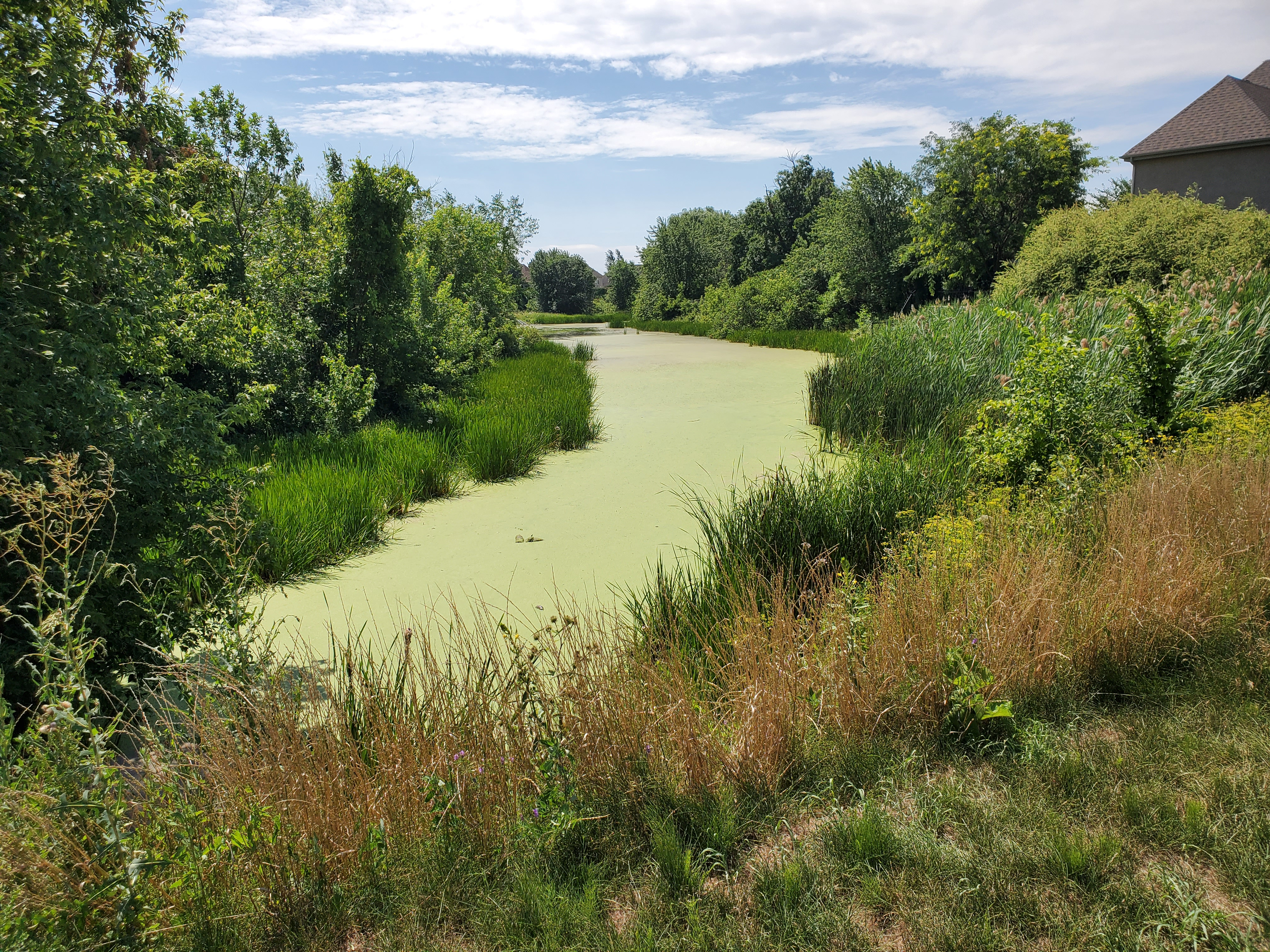
Lagune (chenal) entre le bassin de Chambly et la rue Jean-de-Ronceray de l'Île aux Lièvres, Carignan (QC)

D'une forme étirée dans le sens nord-sud, l'île aux Lièvres ressemble au devant d'un cheval dont la tête regarde vers le bassin de Chambly. Cette île mesure environ 1,2 km de longueur sur une largeur maximale de 0,4 km. La partie sud et nord-ouest de l'île s'avèrent une zone résidentielle. La partie est un parc boisé municipal comportant des sentiers de marche et une piste cyclable. Ce parc de 10 hectares a été constitué en mai 2017, alors que la ville de Carignan a acquis ce terrain de la société Le Développement de la Seigneurie des Îles inc. Ce parc comporte lien cyclable et piétonnier reliant l'île Goyer et l'Île aux Lièvres. Cet écosystème forestier permet d'observer la faune et la flore. Il est fréquenté notamment par les amateurs d’ornithologie.
L'île aux Lièvres est accessible grâce à la rue Olivier Morel (côté nord) et la rue Jean de Ronceray (côté sud). L'île aux Lièvres ne comporte pas de pont d'accès à la route 223 laquelle longe la rive ouest de la rivière l'Acadie et de la rivière Richelieu.

## Toponymie
Jadis, le lièvre d'Amérique était répandu dans la vallée du Richelieu notamment par sa capacité de reproduction et sa capacité de survivre aux hivers rigoureux. Le boisé de l'île s'avérait un certain refuge contre ses prédateurs naturels. Compte-tenu de la proximité de le la ville de Chambly, certains habitants venaient jadis à l'île aux Lièvres pour y faire le trapage du lièvre en utilisant des collets ou la chasse au fusil.
Le toponyme «Île aux Lièvres» a été officialisé le 17 août 1978 à la Banque des noms de lieux de la Commission de toponymie du Québec.